# Le Déluge (film, 2024)
Pour les articles homonymes, voir Le Déluge.
Pour plus de détails, voir Fiche technique et Distribution.
Le Déluge (Le Déluge - Gli ultimi giorni di Maria Antonietta) est un film italo-français réalisé par Gianluca Jodice (it) et sorti en 2024.
Il est présenté au Festival international du film de Locarno 2024.

## Synopsis
En 1792, Louis XVI est emprisonné à la Tour du Temple avec son épouse Marie-Antoinette et leurs enfants ainsi qu'Élisabeth de France en prévision de leur prochain procès.

## Fiche technique
Sauf indication contraire, les informations mentionnées dans cette section peuvent être confirmées par les bases de données cinématographiques IMDb, Allociné et Unifrance,  présentes dans la section « Liens externes ».
- Titre original : Le Déluge
- Titre italien : Le Déluge - Gli ultimi giorni di Maria Antonietta
- Réalisation : Gianluca Jodice (it)
  - Première assistant réalisateur : David Maria Putortì
- Scénario : Filippo Gravino et Gianluca jodice
- Musique : Fabio Massimo Capogrosso
- Décors : Tonino Zera
- Costumes : Massimo Cantini Parrini
- Photographie : Daniele Ciprì
- Son : Pierre-Yves Lavoué
- Montage : Giuseppe Trepiccione
- Production : Matteo Rovere et Andrea Paris (Ascent Films); Marco Colombo (Adler Productions) ; Paolo del Brocco (Rai Cinema)[1]** Coproduction : Yann Zenou (Quad Films)[1]
  - Production associée : Paolo Sorrentino[2]
- Sociétés de production : Adler Productions, Ascent Film et Rai Cinema, en coproduction avec Quad Films
- Sociétés de distribution : BIM Distribuzione (Italie) et Memento Distribution (France) ; Xenix Filmdistribution (Suisse romande)
- Budget : 8 millions d'euros[3]
- Pays de production :  Italie,  France
- Langues originales : italien, français
- Format : couleur — Scope — son 5.1
- Genre : drame historique
- Dates de sortie :
  - Suisse : 7 août 2024 (festival de Locarno)
  - Italie : 21 novembre 2024
  - France, Suisse romande : 25 décembre 2024

## Distribution
Sauf indication contraire, les informations mentionnées dans cette section peuvent être confirmées par les bases de données cinématographiques IMDb et Allociné,  présentes dans la section « Liens externes ».
- Guillaume Canet : Louis XVI
- Mélanie Laurent : Marie-Antoinette d'Autriche
- Aurore Broutin : Élisabeth
- Hugo Dillon : Henri
- Tom Hudson : Manuel
- Roxane Duran : Madame de Lamballe
- Anouk Darwin Homewood : Marie-Thérèse
- Vidal Arzoni : Louis-Charles de France, Dauphin
- Fabrizio Rongione : Cléry

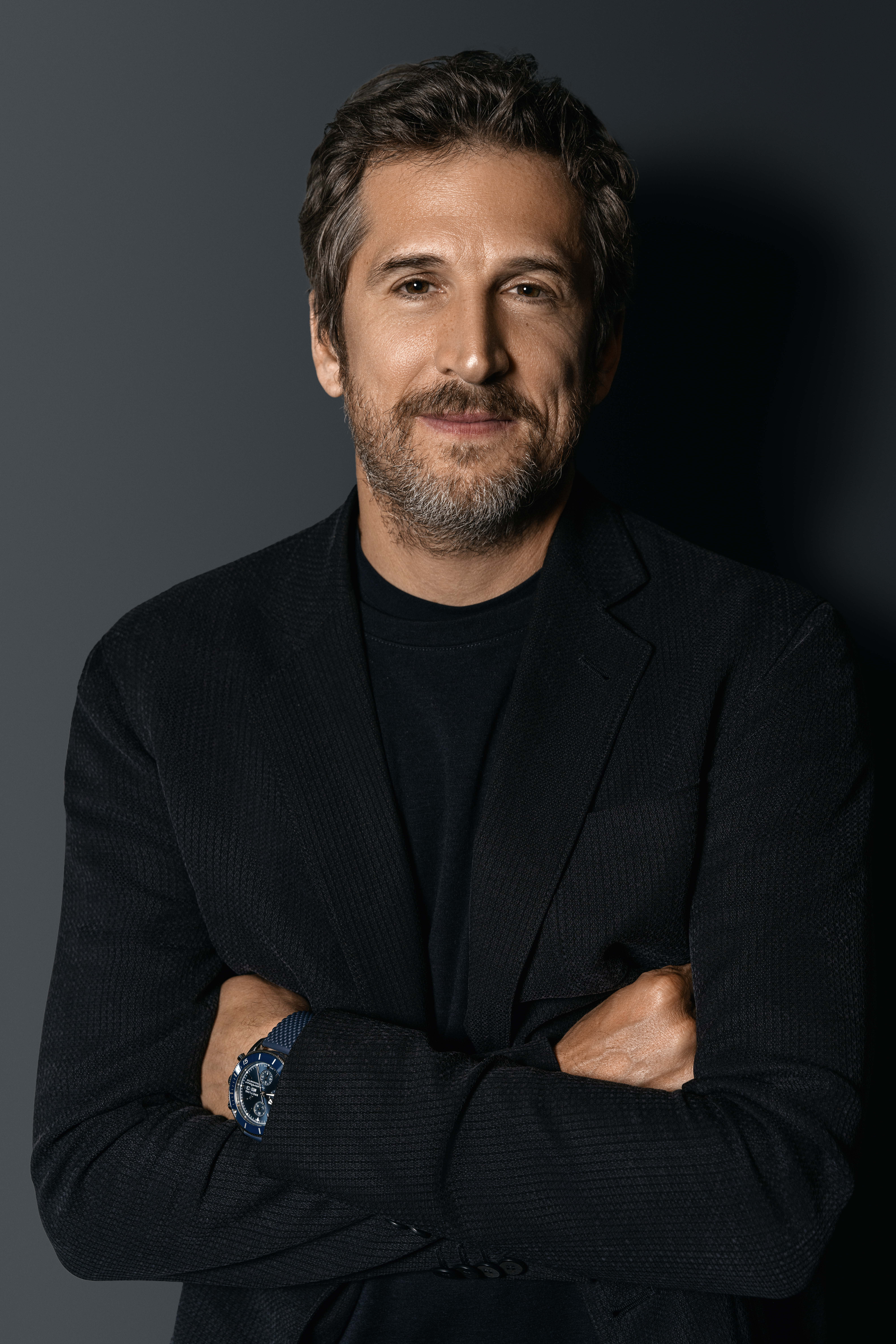
Guillaume Canet (Louis XVI).
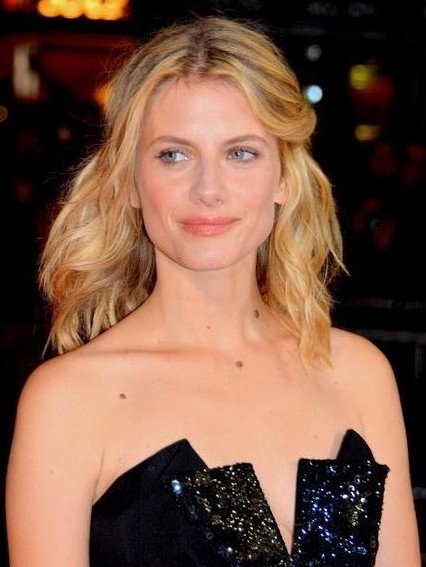
Mélanie Laurent (Marie-Antoinette).
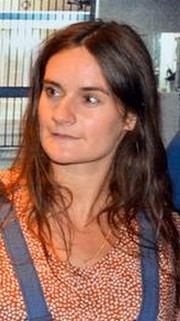
Aurore Broutin (Élisabeth).
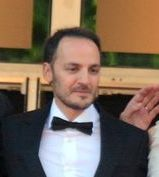
Fabrizio Rongione (Cléry).

## Production

### Genèse et développement

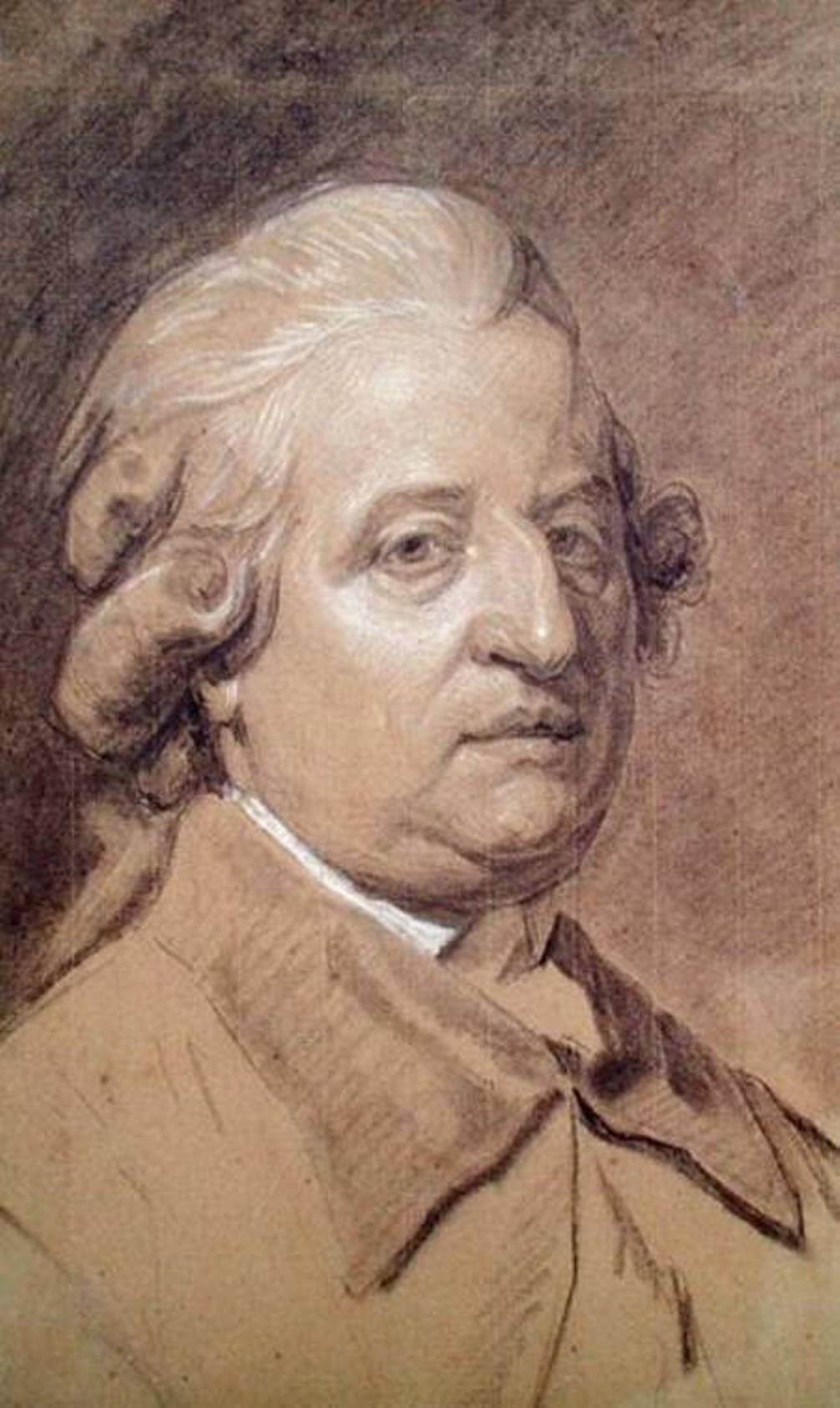
Louis XVI à la prison du Temple, par Joseph Ducreux.

Interrogé par le Corriere della Sera, le réalisateur Gianluca Jodice explique qu'il a élaboré le scénario du film avec Filippo Gravino, après avoir « lu, par hasard, un livre sur le procès de Louis XVI ». Il déclare : 

« J'ai eu l'idée de raconter la dernière nuit du dernier grand roi. (…) mais aussi une époque dont personne n'a jamais parlé : les quelques mois au cours desquels les derniers roi et reine de France avec leurs deux enfants — Marie-Thérèse et Louis Charles — furent incarcérés dans un château noir aux portes de Paris, en attendant d'être exécuté. »

Selon Guillaume Canet, le but du réalisateur Gianluca Jodice n'est ainsi pas de défendre ou réhabiliter le couple royal mais plutôt de décrire leurs derniers jours : 

« Il avait envie de dépeindre ce déclin qu’il articule en trois actes assez clairs : les dieux, les hommes et les morts. Il n’y avait pas de volonté particulière chez Gianluca Jodice de vouloir sauver ses personnages mais simplement de décrire ce qui arrive à n’importe quel individu qui se serait mal conduit dans sa vie lorsqu’il se retrouve face à sa mort. »

### Attribution des rôles

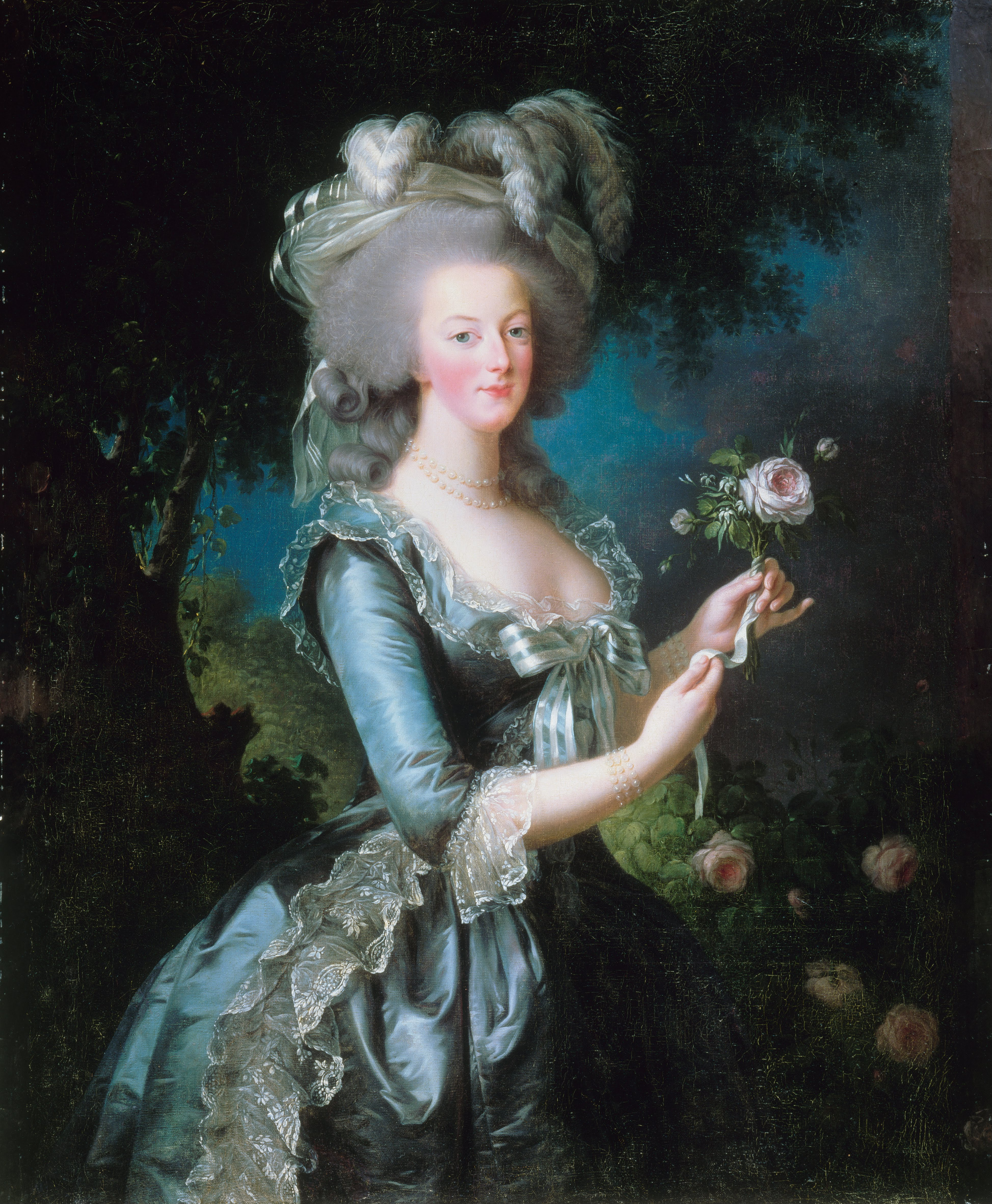
Marie-Antoinette par Élisabeth Vigée Le Brun.

Mélanie Laurent, qui incarne la reine Marie-Antoinette, explique avoir beaucoup étudié afin de comprendre son personnage : 

« J'ai lu la biographie de Stefan Zweig qui m'a beaucoup nourrie pour concevoir le rôle. L'écrivain raconte la vie de Marie-Antoinette, de sa naissance jusqu'à sa mort, et sonde l'âme de cette reine admirée ou haïe mais qui, face à son destin tragique, se révèle à elle-même et finit par se racheter. »

De son côté, Guillaume Canet explique s'être entouré de différents spécialistes afin de l'aider à comprendre la personnalité du roi Louis XVI, qu'il incarne dans le film : 

« J’ai rencontré un psychologue, un neurologue et un historien pour essayer d’en apprendre plus sur Louis XVI, sur l’origine de son bégaiement ou sa manière de se comporter. Il a toujours évolué dans un monde d’apparences. Du lever au coucher du roi, tout était théâtral. Au-delà de ce point, on notait chez lui un comportement et des symptômes qui laissent à penser qu’il avait une personnalité atypique. »

### Tournage
Le tournage s'est déroulé sur une période de six semaines, essentiellement entre les villes de Turin (Piémont) et de Rome (Latium). Il s'est achevé fin avril 2023,.

## Accueil critique
Le journaliste Jacky Bornet de France Télévisions dresse une critique positive du film, qu'il juge « très sensible » et « très beau visuellement ». Il note que, même si les derniers jours du couple royal ont déjà été traités à l'écran, Le Déluge « traite ce sujet délicat en le renouvelant avec brio ». Pour le journaliste, le fait de réaliser un film au plus près ses protagonistes, « y compris dans des instants relevant plus des rapports de couple et familiaux » de Louis XVI de Marie-Antoinette, « donne une nouvelle dimension au traitement de deux personnages historiques ». Il ajoute que le film « dégage une froideur certaine, ce qui sied par ailleurs à son sujet, sans pour autant perdre en émotion ».
Dans la même lignée, Norbert Creutz du quotidien suisse Le Temps est agréablement surpris par le film : « l’Italien Gianluca Jodice s’attache à retrouver l’humanité de figures vouées aux gémonies, en s’inspirant du journal de Jean-Baptiste Cléry, valet du roi. Une drôle d’idée, mais réalisée avec un certain brio. »
Samiuel Douhaire de Télérama est plus mitigé : « Curieux film qui, dans le même mouvement, donne toutes les verges pour se faire battre, mais en même temps fait preuve d’une audace formelle séduisante ». Le journaliste déclare avoir apprécié « cette évocation à la fois intime et métaphysique de la Révolution française », tout en regrettant « l’épaisse couche de maquillage qui défigure inutilement Guillaume Canet » ainsi que « les dialogues au propos philosophiques souvent sentencieux ».
Ludovic Béot des Inrockuptibles parle d'un film récit aussi antipathique que fascinant.
Le Masque et la Plume « déplorent un sous-texte politique complaisant dont n'arrange en rien l'esthétisation excessive de la Révolution qu'en fait son cinéaste ».
Nicolas Schaller du Nouvel Obs n'apprécie pas le film parlant d'un huis clos pesamment théâtral.
Didier Péron de Libération regrette un film desservi par son sentimentalisme.
David Fontaine du Canard enchainé parle d'un « film sombre et puissant, documenté et inspiré, sur ce point aveugle, douloureux, de l’histoire républicaine ».
Robin Verner de Marianne apprécie dans l'ensemble le film.
Thibault Liessi du Dauphiné Libéré loue le film pour avoir su remettre l’humain derrière les figures historiques.
Corinne Renou-Nativel de La Croix apprécie le retracement de manière sensible et fascinants des derniers mois de captivité de la famille royale.

## Distinctions

### Récompenses
- David di Donatello 2025 : meilleur décorateur, meilleurs costumes, meilleur maquilleur et meilleur coiffeur[18]